# Diachasmimorpha kraussii
Diachasmimorpha kraussii är en stekelart som först beskrevs av David Timmins Fullaway 1951. 
Diachasmimorpha kraussii ingår i släktet Diachasmimorpha och familjen bracksteklar. Inga underarter finns listade i Catalogue of Life.